# Szudán a 2013-as úszó-világbajnokságon
Szudán öt úszóval vett részt a 2013-as úszó-világbajnokságon, akik négy versenyszámban indultak.

## Hosszútávúszás
| Versenyző              | Verseny | Idő       | Helyezés |
| ---------------------- | ------- | --------- | -------- |
| Ahmed Abdelrahman Adam | 5 km    | OTL       | OTL      |
| Amgad Mesad Elsaroor   | 5 km    | 1:23:17.5 | 52       |

## Úszás
Férfi
| Versenyző                     | Verseny               | Selejtező  | Selejtező  | Elődöntő          | Elődöntő          | Döntő             | Döntő             |
| Versenyző                     | Verseny               | Idő        | Helyezés   | Idő               | Helyezés          | Idő               | Helyezés          |
| ----------------------------- | --------------------- | ---------- | ---------- | ----------------- | ----------------- | ----------------- | ----------------- |
| Abdelrahim Mohamed Abdelrahim | 50 méteres gyorsúszás | 28.78      | 97         | Nem jutott tovább | Nem jutott tovább | Nem jutott tovább | Nem jutott tovább |
| Abdelrahim Mohamed Abdelrahim | 50 méteres hátúszás   | Nem indult | Nem indult | Nem jutott tovább | Nem jutott tovább | Nem jutott tovább | Nem jutott tovább |
| Ayoub Kalfo                   | 50 méteres gyorsúszás | Nem indult | Nem indult | Nem jutott tovább | Nem jutott tovább | Nem jutott tovább | Nem jutott tovább |

Női
| Versenyző               | Verseny               | Selejtező | Selejtező | Elődöntő          | Elődöntő          | Döntő             | Döntő             |
| Versenyző               | Verseny               | Idő       | Helyezés  | Idő               | Helyezés          | Idő               | Helyezés          |
| ----------------------- | --------------------- | --------- | --------- | ----------------- | ----------------- | ----------------- | ----------------- |
| Mhasin El Nour Fadlalla | 50 méteres gyorsúszás | 36.20     | 81        | Nem jutott tovább | Nem jutott tovább | Nem jutott tovább | Nem jutott tovább |